# Hartl
Hartl är en ort och kommun i distriktet Hartberg-Fürstenfeld i förbundslandet Steiermark i Österrike.
Kommunen består av fem orter (Ortschaften) (inom parentes invånarantal 1 januari 2024):
- Großhart (509)
- Hartl (758)
- Neusiedl (141)
- Obertiefenbach (472)
- Untertiefenbach (231)

Kommunen fick sin nuvarande form den 1 januari 2015 genom en sammanslagning av kommunerna Großhart, Hartl och Tiefenbach bei Kaindorf.